# مادلين كارول
مادلين كارول (بالإنجليزية: Madeline Carroll)‏ (18 مارس 1996) ممثلة أمريكية.

## حياتها المهنية
ظهرت في عدة أعمال سينمائية وتلفزيونية منها سحر بيلي إيزلي (2012).

## روابط خارجية
- الموقع الرسمي
- مادلين كارول على موقع IMDb (الإنجليزية)
- مادلين كارول على موقع ميتاكريتيك (الإنجليزية)
- مادلين كارول على موقع قاعدة بيانات الأفلام العربية
- مادلين كارول على موقع ألو سيني (الفرنسية)
- مادلين كارول على موقع تيرنر كلاسيك موفيز (الإنجليزية)
- مادلين كارول على موقع أول موفي (الإنجليزية)
- مادلين كارول على موقع قاعدة بيانات الأفلام السويدية (السويدية)
- مادلين كارول على موقع أول ميوزيك (الإنجليزية)
- مادلين كارول على موقع ديسكوغز (الإنجليزية)
- مادلين كارول على موقع قاعدة بيانات الفيلم (الإنجليزية)